# Burkhard Dinstlinger
Burkhard Dinstlinger (Distlinger) (* um 1450 in Bozen oder Brixen; † nach 1516) war ein Südtiroler Orgelbauer. Außer in Südtirol wirkte er in Niederbayern, Sachsen und Österreich.

## Leben
Dinstlinger wechselte je nach Aufträgen mehrfach seinen Wohnort. Erstmals ist er 1474 in Nürnberg nachweisbar. Ab den 1480er Jahren wirkte er in Tirol und in Innsbruck. In Bozen wohnte um 1482 bis um 1486, in Dresden um 1487 bis um 1488 und von 1489 bis um 1492 in Niederbayern. Von 1493 bis 1497 ließ er sich als Bürger von Breslau nieder, wo er ein Haus besaß. Von Breslau wurde ihm mindestens von 1504 bis 1510 eine Leibrente gezahlt. Von 1499 bis 1502 wohnte er in Bautzen, als er die dortige Domorgel errichtete. Anschließend siedelte er bis 1503 nach Freiberg über und wohnte von 1505 bis 1507 in Wittenberg und von 1507 bis 1509 in Guben in der Niederlausitz. Zusammen mit Arnolt Schlick und Hofhaimer nahm er 1516 an einer Orgelbautagung in Torgau teil. Seine Witwe lebte nachweislich bis 1547 im Nürnberger Neuen Spital.

## Werk
Dinstlinger war einer der bedeutendsten Orgelbauer an der Schwelle zum neuzeitlichen Orgelbau. Er schuf teils große, zwei- und dreimanualige Orgeln im spätgotischen Stil, die auf vollständigen Prinzipalchören basierten. Der berühmte Paul Hofhaimer prüfte seine Orgeln in Sterzing und Bozen. Hier Im Jahr 1490 war Dinstlinger im Raum Passau tätig. In Sachsen führte von vor 1498 bis 1507 einige Neubauten aus.
Er hatte zahlreiche Lehrlinge und Gesellen. Zu seinen Schülern gehörten Lorenz von Nürnberg und Blasius Lehmann, mit dem er um 1500 die Bautzener Domorgel baute. Von seinen Werken ist nichts erhalten.

## Werkliste
Die römische Zahl bezeichnet die Anzahl der Manuale, ein großes „P“ ein selbstständiges Pedal und die arabische Zahl in der vorletzten Spalte die Anzahl der klingenden Register.
| Jahr      | Ort        | Gebäude                            | Bild | Manuale     | Register | Bemerkungen |
| --------- | ---------- | ---------------------------------- | ---- | ----------- | -------- | --- |
| 1474      | Nürnberg   | St. Sebald                         |      |             |          | Neubau; nicht erhalten                                                                                                 |
| 1483–1484 | Brixen     | Brixner Dom                        |      |             |          | Neubau; nicht erhalten                                                                                                 |
| 1484      | Innsbruck  | Hofburg ?                          |      |             |          | Reparatur |
| 1485–1488 | Bozen      | Pfarrkirche                        |      |             |          | Neubau einer kleinen und einer großen Orgeln                                                                           |
| 1490      | Sterzing   | Pfarrkirche                        |      |             |          | Neubau; nicht erhalten                                                                                                 |
| 1490      | Kößlarn    | Wehrkirche Kößlarn                 |      |             |          | Neubau eines Positivs                                                                                                  |
| 1497–1498 | Lochau     | Schloss Annaburg, Schlosskapelle   |      | I           |          | Neubau eines Positivs                                                                                                  |
| 1497–1498 | Torgau     | Schloss Hartenfels, Schlosskapelle |      |             |          | Neubau; nicht erhalten                                                                                                 |
| 1498–1499 | Nürnberg   | St. Lorenz                         |      | III/P       | 19       | Neubau; nicht erhalten                                                                                                 |
| 1498–1499 | Nürnberg   | Frauenkirche                       |      |             |          | |
| 1499–1502 | Bautzen    | Dom St. Petri                      |      | II          |          | Neubau zusammen mit Blasius Lehmann auf der Sängerempore im Südschiff; nicht erhalten                                  |
| 1502–1503 | Freiberg   | Freiberger Dom                     |      | II oder III | 23       | Neubau mit 1198 Pfeifen und 14 Bälgen; Brust- und Oberwerk wurden vermutlich auf einem Manual gespielt; nicht erhalten |
| 1503–1505 | Görlitz    | Pfarrkirche St. Peter und Paul     |      | II          | 19       | Neubau einer großen Orgel; nicht erhalten                                                                              |
| 1504–1507 | Wittenberg | Schloss Wittenberg, Schlosskirche  |      |             |          | Neubau einer großen und kleinen Orgel gemeinsam mit Blasius Lehmann                                                    |
| 1506      | Großenhain | Stadtkirche                        |      |             |          | Neubau |
| 1506–1507 | Görlitz    | Pfarrkirche St. Peter und Paul     |      |             |          | Neubau einer kleinen Orgel; nicht erhalten                                                                             |
| 1507      | Wien       | Stephansdom                        |      |             |          | Neubau |